# Olios albus
Olios albus är en spindelart som beskrevs av Cândido Firmino de Mello-Leitão 1918. 
Olios albus ingår i släktet Olios och familjen jättekrabbspindlar. Inga underarter finns listade i Catalogue of Life.